# Ганнэл, Эдриан
Э́дриан Га́ннэл (англ. Adrian Gunnell, род. 24 августа 1972 года) — английский профессиональный игрок в снукер.
Лучшим для Ганнэла стал сезон 2007/08, когда он занял 36-ю строку мирового рейтинга. В этом сезоне самым успешным для него стал турнир Шанхай Мастерс, где он прошёл во второй круг (1/8 финала), обыграв Али Картера, но затем уступил победителю турнира — Доминику Дэйлу. 
За время выступлений в мэйн-туре Ганнэл ни разу не проходил дальше 1/8 финала (в 1/8 он также выступал в 2001 году на Thailand Masters, в 2005 году на China Open и в 2008 году на Гран-при). На Гран-при он в квалификации одолел Винсента Малдуна и Стюарта Бинэма, в первом круге обыграл Шона Мёрфи, 5:3, а в 1/8-й, в упорнейшем четырёхчасовом матче уступил Стиву Дэвису со счётом 4:5. Всё тот же Дэвис в последнем раунде квалификации не пустил Ганнэла на чемпионат Великобритании — домашний турнир Эдриана, проходивший тогда в Телфорде. 
На чемпионат мира ему не удавалось квалифицироваться ни разу (причём с 2006 по 2010 он останавливался в одном круге от выхода в основную сетку).
Играя с другом, Ианом Даффи, в клубе Телфорда в 2003 году, Ганнэл совершил своеобразный подвиг: в четырёх фреймах он сделал три максимума. 
 На турнире Эдриан Ганнэл также сумел сделать 147, в сезоне 1998/99 во время квалификации к турниру Thailand Masters. 
 Его самой большой целью является попадание на основной турнир чемпионата мира в театре Крусибл в Шеффилде.
В 2009 Эдриан Ганнэл оказался очередным спортсменом, у которого были обнаружены симптомы свиного гриппа.